# Elecciones parlamentarias de Dinamarca de 1988
Las elecciones parlamentarias se celebraron en Dinamarca el 10 de mayo de 1988, solo siete meses después de las últimas elecciones. El primer ministro Poul Schlüter decidió llamar a elecciones luego de que el gobierno del Partido Popular Conservador no alcanzara la mayoría en un asunto de política exterior después de que no llegaran a un acuerdo con los socialdemócratas. En un debate parlamentario, el primer ministro Poul Schlüter acusó al líder de los socialdemócratas, Svend Auken, de romper un acuerdo político entre los dos, mientras Auken acusó a Schlüter de mentirle al público.
Sin embargo, las elecciones no cambiaron el equilibrio de poder en el Folketing. Curso Común no pudo cruzar el umbral del 2% por ciento y perdió sus cuatro escaños. Los Demócratas del Centro y el Partido Popular Cristiano abandonaron el gobierno (aunque continuaron apoyándolo) y fueron reemplazados por el Partido Social Liberal Danés. La razón para hacer esto fue que le dio a Schlüter una mayoría en cuestiones de política exterior, lo que había causado esta elección. Sin embargo, los Demócratas del Centro y el Partido Popular Cristiano siguieron apoyando al gobierno. La participación electoral fue del 85,7% en Dinamarca propiamente dicha, del 70,3% en las Islas Feroe y del 57,9% en Groenlandia.

## Resultados
|                                |           |       |         |     |
| Partido                        | Votos     | %     | Escaños | +/– |
| Dinamarca                      |           |       |         |     |
| Socialdemócratas               | 992,682   | 29.82 | 55      | +1  |
| Partido Popular Conservador    | 642,048   | 19.29 | 35      | –3  |
| Partido Popular Socialista     | 433,261   | 13.01 | 24      | –3  |
| Venstre                        | 394,190   | 11.84 | 22      | +3  |
| Partido del Progreso           | 298,132   | 8.96  | 16      | +7  |
| Partido Social Liberal         | 185,707   | 5.58  | 10      | –1  |
| Demócratas del Centro          | 155,464   | 4.67  | 9       | 0   |
| Demócratas Cristianos          | 68,047    | 2.04  | 4       | 0   |
| Curso Común                    | 63,263    | 1.90  | 0       | –4  |
| De Grønne                      | 44,960    | 1.35  | 0       | 0   |
| Partido Comunista de Dinamarca | 27,439    | 0.82  | 0       | 0   |
| Izquierda Socialista           | 20,303    | 0.61  | 0       | 0   |
| Independientes                 | 3,633     | 0.11  | 0       | 0   |
| Votos en blanco/nulos          | 23,522    | –     | –       | –   |
| Total                          | 3,352,651 | 100   | 175     | 0   |
| Islas Feroe                    |           |       |         |     |
| Partido Popular                | 5,655     | 24.68 | 1       | 0   |
| Partido Unionista              | 5,597     | 24.43 | 1       | +1  |
| Partido de la Igualdad         | 4,861     | 21.22 | 0       | –1  |
| República                      | 4,690     | 20.47 | 0       | 0   |
| Partido del Autogobierno       | 897       | 3.91  | 0       | 0   |
| Partido Popular Cristiano      | 891       | 3.89  | 0       | 0   |
| Partido Progresista            | 321       | 1.40  | 0       | 0   |
| Votos en blanco/nulos          | 100       | –     | –       | –   |
| Total                          | 23,012    | 100   | 2       | 0   |
| Groenlandia                    |           |       |         |     |
| Siumut                         | 8,415     | 40.07 | 1       | 0   |
| Atassut                        | 8,135     | 38.74 | 1       | 0   |
| Inuit Ataqatigiit              | 3,628     | 17.28 | 0       | 0   |
| Partido Polar                  | 821       | 3.91  | 0       | 0   |
| Votos en blanco/nulos          | 1,169     | –     | –       | –   |
| Total                          | 22,168    | 100   | 2       | 0   |
| Fuente: Nohlen & Stöver        |           |       |         |     |